# Eugène De Gorge
Eugène De Gorge (Boussu, 1 februari 1825 - Brussel, 16 juli 1907) was een Belgisch senator.

## Levensloop
De Gorge promoveerde tot doctor in de rechten (ULB, 1848) en werd advocaat in Brussel.
Hij behoorde tot een groep van progressistische liberalen in de hoofdstad en werd in 1900 (hij was toen wel al vijfenzeventig) verkozen tot senator voor het arrondissement Brussel. Hij behield dit mandaat tot in 1904.
Er bestaat een Eugène De Gorgestraat in Sint-Jans-Molenbeek.